# Raimundo I de Pallars e Ribagorça
Raimundo I de Pallars e Ribagorça (m. em 920) foi conde de Pallars e de Ribagorça entre 872 e 920, ano da sua morte.

## Relações familiares
Foi filho de Lopo I de Bigorre e de Faquilena de Roergue, filha de Raimundo I de Rouergue conde de Toulouse.
Casou pela primeira vez com Guinigenta, condessa de Ribagorça e Pallars, de quem teve:
1. Bernardo I de Ribagorça[6] (880–956), conde de Ribagorça casou com Toda Galindes de Aragão, senhora de Sobrarbe filha de Galindo III Aznar conde de Aragão e de Acibela da Gasconha.
2. Isarno I de Pallars (m. 953), conde de Pallars.
3. Lopo I de Pallars (m. 947), conde de Pallars.
4. Ató de Bigorre, Bispo de Pallars.
5. Miró de Bigorre (m. 955), foi pai de Guilherme de Ribagorça e da infanta Ava.

Casou em segundas núpcias com uma filha do muçulmano Mutarrife ibne Lopo, de quem não teve filhos.